# گائو که‌گونگ

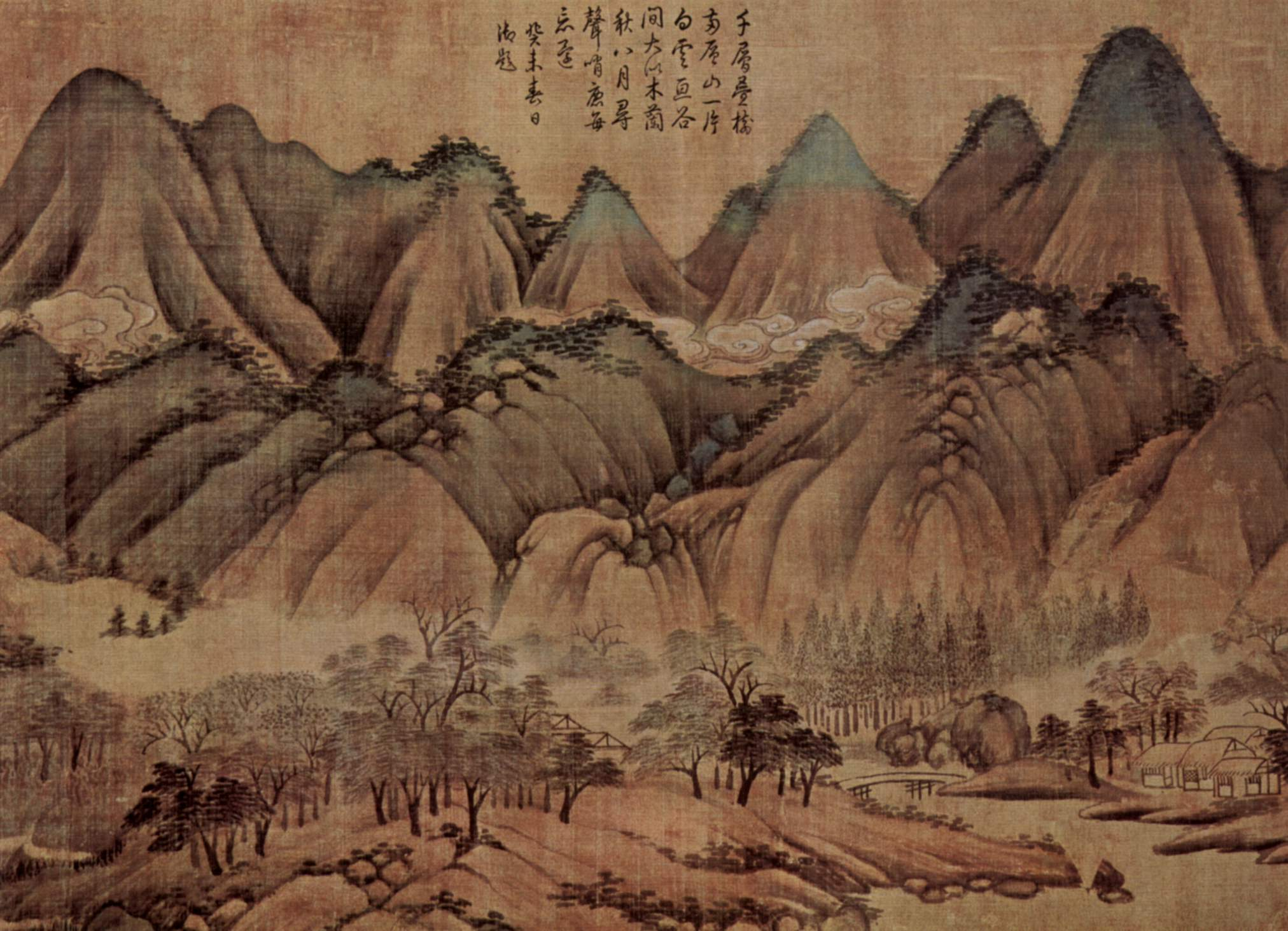
تپه‌های سبز و ابرهای سفید اثر گائو که‌گونگ، موزهٔ ملی کاخ

گائو که‌گونگ (چینی ساده: 高克恭، چینی سنتی: 髙克恭، پین‌یین: Gaō Kègōng، وید جایلز: Kao K'o kung) (زادهٔ ۱۲۴۸ - درگذشتهٔ ۱۳۱۰) نقاشی چینی در عهد دودمان مغولی یوان بود.

## زندگینامه
گائو که‌گونگ زادهٔ داتونگ در استان شانشی امروزی بود و ملیتی اویغوری داشت. نام دیگر او او یان جینگ و لقبش فانگ شان بود. او نقاشی را زیر نظر می فو و می یو رن آموخت و تا پیش از آن‌که سبک مخصوص به خود را ابداع نماید از سبک دونگ یوان در کشیدن نگاره‌هایش پیروی می‌کرد. مهارت گائو در کشیدن کوه و ابر به شهرتش انجامید و او سبک جدیدی از نقاشی منظره را همراه با جائو منگ فو در دورهٔ دودمان یوان خلق نمود.